# Пришляк Григорій Васильович
Пришляк Григорій Васильович (20 квітня 1913, село Новосілки, Австро-Угорщина — 22 вересня 2002, Коломия, Івано-Франківська область, Україна) — український військово-політичний та громадський діяч, член ОУН та «Пласт», багаторічний в'язень польських тюрем та радянських таборів. Почесний громадянин Коломиї (2002).

## Життєпис
Народився Григорій Пришляк 20 квітня 1913 року в селі Новосілки на Львівщині в родині Василя та Марії Пришляків. Навчався у Львівській академічній гімназії, де став прихильником Української військової організації (УВО).
Служив в юнацькому пластовому курені ч. 51 ім. Святослава Завойовника, що діяв при гімназії. Окрім цього, належав до “Просвіти”, робітничого товариства “Сила”, був секретарем спортивного товариства “Чорноморець” та гравцем однойменної команди з копаного м’яча. Пластовий іспит і присягу склав у 1927/28 роках. Після заборони "Пласту", у 1929 році вступив до ОУН, а вже 1932 р. став членом повітового проводу Кам’янки-Струмилової (тепер Кам’янкобузький район), тоді ж організував Милятинський районний провід ОУН. Відслуживши в польському війську, в 1936-1937 роках працює інструктором Хліборобського Вишколу молоді при філії “Сільського господаря” в Бузеччині, у 1938 році організує бузьку філію “Просвіти".
У 1930, 1932 і 1938–1939 роках був ув’язнений у польських тюрмах (останній вирок був 5 років позбавлення волі) Золочева та Гродно.
З настанням німецької окупації Польщі Пришляка відправили на каменоломні станції Стосна, що на східній Пруссії, звідки був звільнений за участі допомогового комітету в Кракові. У Кракові зустрівся з колишнім пластуном Миколою Лебедем, від якого отримав призначення до проводу ОУН міста Кракова в 1940 році. Там Григорій працював референтом Служби Безпеки (СБ) до березня 1941 року. Згодом був призначений референтом СБ крайового проводу ОУН у нацистській Німеччині.
У червні 1941 року Григорія Пришляка — “Мікушку”, призначено крайовим референтом СБ Західноукраїнських Земель (ЗУЗ). Йому були підпорядковані Львівська, Дрогобицька, Станіславська та Тернопільська області. Від 1944 року був керівником розвідувального відділу крайової референтури СБ ОУН західноукраїнських земель; від 1945 — провідником окремої групи ОУН у Львові.
У 1945 році Стефанія Кадоб'янська і Григорій Пришляк одружилися, а наступного року на світ з’явився син Василь Ігор.
Арештований 20 липня 1946 року радянською владою. 27 грудня 1946 року в Києві був проведений допит про відомих йому членів ОУН(б) та ОУН(м).
7 лютого 1947 року Стефанію та Григорія судять разом. Стефанія отримала 15 років ув’язнення, Григорій вироком військового трибуналу військ МВС Київської області від 7.02.1947 засуджено до розстрілу, ухвалою Верховного Суду СРСР від 10.04.1947 розстріл замінено на 25 років позбавлення волі.
Звільнено 20 липня 1971 року з місць позбавлення волі Мордовської АРСР після відбуття строку покарання й повернувся до дружини в Коломию. Наприкінці 1980-х та на початку 1990-х взяв участь в організації Історико-культурного товариства “Поступ”, Товариства української мови ім. Т.Шевчнка “Просвіта”, формування молодіжних осередків “Пласту”, гуртування Коломийської інтелігенції і утворення КУІн Коломийщини.
У 1993 році став членом проводу сеньйорів оновленого Пласту в Україні.
Помер 20 вересня 2002 року в Коломиї. Поховали його на Коломийському міському цвинтарі.

## Нагороди
- Почесний громадянин міста Коломиї (22 січня 2002) — за багаторічну громадську і просвітницьку державотворчу роботу, активну участь в боротьбі за справу здобуття незалежної суверенної України, за жертовність молодістю, здоров'ям, особистим щастям[2]